# Red shoe diaries
Red shoe diaries es una serie de televisión dramática y erótica, emitida por el canal de cable estadounidense, Showtime, desde 1992 hasta 1997 y distribuida por Playboy Entertainment en el extranjero. La mayoría de los episodios fueron dirigidos por Zalman King, Rafael Eisenman o ambos. Está protagonizada por David Duchovny, Lucas David Castillo Acosta, Anthony Addabbo, Audie England, Jennifer Burton, Michael Woods, Matt LeBlanc, Ely Pouget, Arnold Vosloo, Nick Chinlund, Alexandra Tydings, Sheryl Lee, Claire Stansfield, Nina Siemaszko, Brad Fisher, Kate Jackson y Richard Tyson. 
En México este programa fue emitido en el canal por cable: "Golden Edge" , todos los días en la madrugada de 1:00am a 2:00am

## Sinopsis
Los episodios siempre comienzan mostrando un aviso en un diario con el título de Red shoes (en español: 'Zapatos rojos'), en el que se pide a las mujeres que envíen por correo sus diarios de vida con historias de amor, pasión o traición. El presentador, Jake Winters (David Duchovny), es mostrado mientras camina por unas desoladas vías ferroviarias junto a su perra Stella. En un comienzo, él quitó el aviso del diario después del suicidio de su prometida y su subsecuente confrontación con el hombre que mantenía un romance con ella, un obrero de la construcción que le obsequió un par de zapatos rojos. Eventualmente, volvió a publicar el aviso en el diario en un esfuerzo por comprender las razones que tuvo su novia para matarse a través de las historias de mujeres en situaciones similares.
Usualmente, las historias están rodeadas de intriga y, a menudo, una chica o una mujer ayudan a narrarlas. En la mayoría de los capítulos, las escenas sensuales están hechas de manera artística, con una buena fotografía y acompañadas de seductora música. No hay conexiones entre las diferentes historias, excepto las presentaciones de Jake Winters al comienzo de cada episodio.

## Lista de episodios

### Temporada 1
1. "Safe Sex" ("Sexo seguro"); Estrellas Invitadas: Steven Bauer, Joan Severance, Lucas David Castillo Acosta.
2. "Double Dare" ("Doble desafío"); Estrellas Invitadas: Arnold Vosloo, Michael Woods.
3. "You Have the Right to Remain Silent" ("Tiene derecho a guardar silencio"); Estrellas Invitadas: Denise Crosby, Robert Knepper. 
  1. "Talk to Me Baby" ("Háblame nena"); Estrellas Invitadas: Lydie Denier, Richard Tyson, Kim Burnette.
4. "The Doctor Is In" ("El doctor está adentro"); Estrellas Invitadas: Kate Jackson, Matt LeBlanc.

### Temporada 2
1. "Auto Erotica"; Estrellas Invitadas: Nick Chinlund, Caitlin Dulany.
2. "Just Like That" ("Simplemente así"); Estrellas Invitadas: Tchéky Karyo, Matt LeBlanc, Nina Siemaszko.
3. "Accidents Happen aka The Fling" ("Los accidentes ocurren"); Estrellas Invitadas: Ally Sheedy.
4. "Another Woman's Lipstick" ("El lápiz labial de otra mujer"); Estrellas Invitadas: Kristina Fulton, Maryam d'Abo.
5. "The Bounty Hunter" ("El cazador de recompensas"); Estrellas Invitadas: Ron Marquette, Claire Stansfield.
6. "Night of Abandon" ("Noche de abandono"); Estrellas Invitadas: Christina Chambers.
7. "Weekend Pass" ("Pase de fin de semana"); Estrellas Invitadas: Ely Pouget, Anthony Addabbo.
8. "Double or Nothing" ("Doble o Nada"); Estrellas Invitadas: Francesco Quinn, Paula Barbieri.
9. "Naked in the Moonlight" ("Desnuda bajo la luz de la luna); Estrellas Invitadas: Raven Snow, John Enos III.
10. "Midnight Bells" ("Campanas de medianoche"); Estrellas Invitadas: Carsten Norgaard, Charlotte Lewis.
11. "How I Met My Husband" ("Cómo conocí a mi marido"); Estrellas Invitadas: Neith Hunter, Sue Kiel, Luigi Amodeo.
12. "Hotline"; Estrellas Invitadas: Audie England.
13. "Jake's Story" ("La historia de Jake"); Estrellas Invitadas: Sheryl Lee, William Burns.
14. "The Gardner" ("El jardinero"); Estrellas Invitadas: Tyler Christopher.

### Temporada 3
1. "Runway" ("Pasarela"); Estrellas Invitadas: Udo Kier.
2. "Borders of Salt" ("Fronteras de sal"); Estrellas Invitadas: Alan Boyce, Sofía Shinas.
3. "Truth or Dare" ("Verdad o consecuencia"); Estrellas Invitadas: Jaclyn Smith, Natasha Richardson.
4. "Burning Up" ("Quemando"); Estrellas Invitadas: Mark Zuelke, Alexandra Tydings.
5. "Liar's Tale" ("La historia del mentiroso"); Estrellas Invitadas: Audie England, Erika Anderson.
6. "In the Blink of an Eye" ("En un parpadeo"); Estrellas Invitadas: N/A.
7. "The Psychiatrist" ("El psiquiatra"); Estrellas Invitadas: Denise Crosby.
8. "Four on the Floor" ("Cuatro en el piso"); Estrellas Invitadas: N/A.
9. "The Game" ("El juego"); Estrellas Invitadas: Michael T. Weiss.
10. "Some Things Never Change" ("Algunas cosas nunca cambian"); Estrellas Invitadas: Marina Giulia Cavalli, Brad Fisher.
11. "Like Father Like Son" ("De tal padre, tal hijo"); Estrellas Invitadas: Arielle Dombasle, Elodie Frenck.
12. "Gina"; Estrellas Invitadas: Michel Allaire, Stéphane Bonnet, Lynette Walden.
13. "Girl on a Bike" ("La chica en bicicleta"); Estrellas Invitadas: Geraldine Cotte.
14. "You Make Me Want to Wear Dresses" ("Haces que desee usar vestidos"); Estrellas Invitadas: Máximo Morrone, Jason Court.

### Temporada 4
1. "The Cake" ("La torta"); Estrellas Invitadas: Christian LeBlanc, Jennifer MacDonald.
2. "Written Word" ("Palabra escrita"); Estrellas Invitadas: Robbi Chong.
3. "The Last Motel" ("El último motel"); Estrellas Invitadas: Perrey Reeves.
4. "Juárez"; Estrellas Invitadas: Neith Hunter, Rick García, Ana Rotario.
5. "Alphabet Girl" ("La chica del alfabeto"); Estrellas Invitadas: Christiana Capetillo.
6. "Jump" ("Salta"); Estrellas Invitadas: Dick 'Skip' Evans, J.W. 'Corkey' Fornof.
7. "Tears" ("Lágrimas"); Estrellas Invitadas: Carolyn Seymour.
8. "The Art of Loneliness" ("El arte de la soledad"); Estrellas Invitadas: Honey Labrador, Caron Bernstein.
9. "Luscious Lola" ("Lujuriosa Lola"); Estrellas Invitadas: Bobbie Phillips, Michael Benedetti.
10. "Love at First Sight" ("Amor a primera vista"); Estrellas Invitadas: Alexandra Tydings, Denice D. Lewis.
11. "Billy Bar"; Estrellas Invitadas: Troy Beyer, Anthony Addabbo.
12. "Hard Labor" ("Trabajo duro"); Estrellas invitadas: Jennifer Ciesar, Máximo Morrone.
13. "Caged Bird" ("Pájaro enjaulado"); Estrellas Invitadas: Jacqueline Lovell, Héctor Hank.
14. "Mercy" ("Piedad"); Estrellas Invitadas: Heidi Mark.
15. "The Ex" ("La ex"); Estrellas Invitadas: Matt George, Kathrin Nicholson.
16. "Slow Train" ("Tren lento"); Estrellas Invitadas: Athena Massey, Andrew Calder.

### Temporada 5
1. "Divorce, Divorce" ("Divorcio, divorcio"); Estrellas Invitadas: Brittany Ashton Holmes, Audie England.
2. "The Forbidden Zone" ("La zona prohibida"); Estrellas Invitadas: Michelle Beauchamp.
3. "Emily's Dance" ("El baile de Emily"); Estrella invitada: Freedom Williams.
4. "Carried Away" ("Llevado lejos"); Estrellas Invitadas: N/A
5. "Kidnap" ("Secuestro"); Estrellas Invitadas: Matt LeBlanc.
6. "Jealousy" ("Celos"); Estrellas Invitadas: Viktoriya Khadzhinova, Oleg Sukatchenko.
7. "The Boxer" ("El boxeador"); Estrellas Invitadas: Patrick Budal, Sherrie Rose, Erika Gabaldon.
8. "Farmer's Daughter" ("La hija del granjero"); Estrellas Invitadas: Aleksandr Shitikov, Irina Grigoryeva, Rubi Zack.
9. "Strip Poker"; Estrellas Invitadas: Marina Malchevskaya.
10. "Dime a Dance" ("Paga el baile"); Estrellas Invitadas: N/A
11. "Cowboy, Cowboy" ("Vaquero, vaquero"); Estrellas Invitadas: Pat Destro.
12. "Details" ("Detalles"); Estrellas Invitadas: Alla Korot, Francesco Romano.
13. "Banished" ("Desterrado"); Estrellas Invitadas: N/A

### Temporada 6
1. "As She Wishes" ("Como ella desee"); Estrellas Invitadas: Adamo Palladino, Amber Smith.
2. "Swimming Naked" ("Nadando desnuda"); Estrellas Invitadas: Michael Woods, Kristi Frank.
3. "Weightless" ("Ingrávido"); Estrellas Invitadas: Darya Poverennova.
4. "All Of Me" ("Todo de mí"); Estrellas Invitadas: Farrah Fawcett.
5. "The Teacher" ("El maestro"): Estrellas Invitadas: Tanya Roberts.
6. "Temple of Flesh" ("Templo de carne"); Estrellas Invitadas: Anya Longwell, Elina Madison.
7. "The Picnic" ("El pícnic"); Estrellas Invitadas: Kira Reed.
8. "Laundrymat" ("El lavadero"); Estrellas Invitadas: Brett Stimely, Audie England.